# Eziopatogenesi
L'eziopatogenesi o etiopatogenesi, in medicina, è l'analisi del processo d'insorgenza di una patologia e del suo sviluppo (patogenesi), con particolare attenzione alle sue cause (eziologia). Il termine deriva dalla fusione di eziologia e patogenesi.